# Legia (equip ciclista)
L'equip Legia va ser un equip ciclista professional polonès, que va competir de 2000 a 2011. De 2005 a 2011 gaudia de categoria continental.

## Principals resultats
- Dookoła Mazowsza: Kacper Sowiński (2001), Dariusz Rudnicki (2003)
- Volta a Sèrbia: Jacek Walczak (2003)
- Memorial Andrzej Trochanowski: Pawel Szaniawski (2003)
- Puchar Ministra Obrony Narodowej: Gregorz Zoledziowski (2005), Bartłomiej Matysiak (2008)
- Bałtyk-Karkonosze Tour: Bartłomiej Matysiak (2006)

### A les grans voltes
- Giro d'Itàlia
  - 0 participacions

- Tour de França
  - 0 participacions

- Volta a Espanya
  - 0 participacions

## Classificacions UCI
Fins al 1998 els equips ciclistes es trobaven classificats dins l'UCI en una única categoria. El 1999 la classificació UCI per equips es dividí entre GSI, GSII i GSIII. D'acord amb aquesta classificació els Grups Esportius I són la primera categoria dels equips ciclistes professionals. La següent classificació estableix la posició de l'equip en finalitzar la temporada.
| Temporada | Classificació per equips | Millor ciclista en la classificació individual |
| --------- | ------------------------ | ---------------------------------------------- |
| 2000      | 17è (GSIII)              | Marcin Lewandowski (892è)                      |
| 2001      | 14è (GSIII)              | Kacper Sowiński (685è)                         |
| 2002      | 21è (GSIII)              | Gregorz Zoledziowski (873è)                    |
| 2003      | 9è (GSIII)               | Sebastian Skiba (425è)                         |
| 2004      | 16è (GSIII)              | Dawid Krupa (536è)                             |

A partir del 2005, l'equip participa en els Circuits continentals de ciclisme. La taula presenta les classificacions de l'equip al circuit, així com el millor ciclista individual.
UCI Europa Tour
| Temporada | Classificació per equips | Millor ciclista en la classificació individual |
| --------- | ------------------------ | ---------------------------------------------- |
| 2005      | 65è                      | Sebastian Skiba (405è)                         |
| 2006      | 75è                      | Bartłomiej Matysiak (145è)                     |
| 2007      | 113è                     | Lukasz Modzelewski (800è)                      |
| 2008      | 62è                      | Bartłomiej Matysiak (139è)                     |
| 2009      | 95è                      | Lukasz Modzelewski (648è)                      |
| 2010      | 90è                      | Lukasz Modzelewski (546è)                      |
| 2011      | 102è                     | Marek Cichosz (618è)                           |